# Zwei alte Frauen
Zwei alte Frauen ist eine Erzählung von Velma Wallis, die 1993 unter dem englischen Titel Two old women. An Alaska Legend of Betrayal, Courage and Survival in Fairbanks erschien.
Zwei alte Frauen überwintern allein gelassen in der Wildnis.
Eine Zahl in runden Klammern verweist auf die Seite in der Quelle.

## Inhalt
Lange bevor die Europäer kommen, ziehen Nomaden auf der ständigen Suche nach jagdbarem Wild durch die Polarregion Alaskas. Das Volk der Gwich’in (111), zu den Athabaska-Stämmen gehörig, streift durch die Gebiete, die vom Yukon River und seinen Nebenflüssen Porcupine River und Tanana River durchflossen werden.
Eine dieser Gwich’in-Nomadengruppen beschließt angesichts des bevorstehenden strengen Winters und akuten Nahrungsmangels, zwei alte Frauen in der verschneiten Wildnis einfach zurückzulassen.
Sprachlos vor Schreck bleiben die 75-jährige Sa’ und die 80-jährige Ch’idzigyaak im Schnee sitzen, nachdem ihnen der Häuptling den Beschluss verkündet hat und der Stamm Anstalten zum Abmarsch macht. Zuvor bringt noch Ch’idzigyaaks Tochter den zwei Todgeweihten ungegerbte Elchhaut. Ch’idzigyaaks Enkelsohn steckt den beiden heimlich sein Knochenbeil zu. Der Stamm schleicht sich in der Tat davon. Die zwei Frauen sitzen stumm da. In ihrer Verzweiflung aber wollen sie handelnd sterben (25). Sa’ gelingt es, mit dem Beil als Wurfgeschoss, ein Eichhörnchen zu erlegen. Am Feuer ernähren sich die zwei Frauen von Fleischbrühe. Die Frauen fertigen Kaninchenfallen und stellen diese auf. Zwei Kaninchen gehen in die Fallen. Die zwei Frauen basteln Schneeschuhe zusammen und machen sich mit Gehstöcken auf den Weg zu jenem Fluss, an dem der Stamm früher einmal erfolgreich fischte. Auf dem mehrtägigen Marsch graben sie ihr Behelfszelt jeden Abend in den Schnee ein. Glut vom Lagerfeuer ist im Marschgepäck ihr bestgehüteter Schatz. Das Feuer verlischt nie. Morgens kämpfen die alten Frauen bei jedem Weitermarsch gegen Gelenkschmerzen. Die Frauen erreichen den Fluss, schlagen ihr Winterlager aber versteckt, ein ganzes Stück landeinwärts auf, da sie, neben dem Wolf, den Menschen und dessen Kannibalismus bei Hungersnot fürchten. Glücklicherweise können sich die zwei alten Frauen ein Lager mit geräucherten Bisamratten und Bibern anlegen. Nach dem Überwintern trocknen sie im Sommer größere Mengen Fisch.
Im darauf folgenden Winter kommt der Stamm in der Gegend vorbei. Der Häuptling gelangt beim Anblick der Anzeichen zu der Überzeugung, die zwei Alten müssen überlebt haben. Mehr noch. Er meint, wenn die alten Frauen aufgefunden werden, wird alles gut (88). Der Stamm, wiederum ohne Jagdglück, ist neuerlich am Verhungern. Der Häuptling schickt den Fährtensucher Daagqq und ein paar junge Jäger los. Die geschwächte Gruppe wankt von dannen. Daagqq erschnuppert nach erfolgreicher Suche den Rauch des Feuers der zwei sehr erfolgreichen alten Fischerinnen. Zunächst geht Daagqq allein ins Lager. Die Frauen trauen ihm nicht. Aber Daagqq gibt den beiden sein Wort: Die Männer wollen sich den zwei Frauen unterordnen. Lange zögern die Frauen. Sie spüren aber, Daagqq meint es ehrlich und inmitten ihrer aufgehäuften Vorratsberge sind sie doch sehr allein. Der Stamm, der sie im Stich ließ, fehlt ihnen sehr. Das geben sie jedoch nicht so schnell zu. Trotz tief sitzenden Misstrauens werden ihre Herzen weich (95). Die zwei alten Frauen geben von ihren Vorräten den verhungernden Stammesgenossen reichlich ab. Ch’idzigyaaks Enkel kommt ins Lager. Die Tochter schämt sich noch. Mutter und Tochter versöhnen sich schließlich. Der Stamm hat seine Lektion erhalten. Nie wieder wollen sie Alte im Stich lassen.

## Form
Die Fabel wird nüchtern – und darum überzeugend – vorgetragen. Jeder Schritt der alten Frauen ist glaubhaft. Weil es zwei Frauen sind, können sie sich, eingegraben im Schnee, aus ihrem Leben (mit Männern) erzählen und kommen sich somit zaghaft menschlich näher. Die seelischen Wandlungen in der Geschichte – vom anfänglichen Entsetzen, über das Handeln, das Horten von Nahrungsmitteln und schließlich das anfängliche Nicht-abgeben-Wollen von Vorräten an die verhungernden Stammesangehörigen – sind für den Leser durchaus nachvollziehbar. Ein stimmiges Prosawerk liegt also vor, in dem kein Bruch auffällt.
Die Lektüre macht besinnlich. Manches erhellt sich erst nach dem Lesen. Zum Beispiel wird der Kannibalismus anfangs thematisiert. Das Problem löst sich aber im Handlungsablauf wie von selbst; nämlich während die zwei alten Frauen Fisch trocknen und Wild räuchern, wird es gegenstandslos. Nichts in dem Text ist an den Haaren herbeigezogen.

## Quelle
- Velma Wallis: Zwei alte Frauen. Eine Legende von Verrat und Tapferkeit, dt. von Christel Dormagen. 129 Seiten. München 1994, ISBN 3-492-24034-8